# Nikita (2.ª temporada)
A segunda temporada de Nikita é uma série de televisão estadunidense apresentada no canal CW. Tem como base o filme de mesmo nome lançado em 1990, no remake A Assassina (1993), e no seriado La Femme Nikita (1997). Iniciou-se em 23 de setembro de 2011 e acabou em maio de 2012, com um total de 23 episódios.

## Elenco
- Maggie Q como Nikita
- Shane West como Michael
- Lyndsy Fonseca como Alexandra Udinov
- Aaron Stanford como Birkhoff
- Dillon Casey como Sean Pierce
- Devon Sawa como Owen Eliott (Sam Matthews)
- Melinda Clarke como Amanda
- Xander Berkeley como Percy

## Sinopse
Nikita é um remake da clássica série canadense dos anos 90, La Femme Nikita, que foi protagonizada por Peta Wilson - que, por sua vez, já era baseada filme Nikita, de Luc Besson. Dessa vez, a belíssima Maggie Q (de Missão Impossível 3) é a nova encarnação da espiã.   A história é quase a mesma das versões anteriores: resgatada do corredor da morte por uma organização secreta, a problemática adolescente Nikita é treinada para ser uma grande espiã e assassina. Com o tempo, a mocinha descobre que o discurso da agência de que ela estava agindo a favor dos Estados Unidos é mentira, então ela foge e jura destruir e expor a organização, que continua recrutando outros jovens. E nada vai impedi-la de conseguir o que quer.

## Episódios
| Episódio # | Total # | Título            | Dirigido por      | Escrito por             | Data de transmissão     | Cód. de produção | Audiência em milhões (EUA) |
| --- | ------- | ----------------- | ----------------- | ----------------------- | ----------------------- | ---------------- | -------------------------- |
| 1 | 23      | "Game Change"     | Danny Cannon      | Craig Silverstein       | 23 de setembro de 2011  | 3X7151           | 1.85                       |
| Nikita e Michael planejam derrotar a Division e a Oversight, e estão preparados para usar o conteúdo de sua caixa preta para isso. Amanda agora está no comando da Division, mas a Oversight também mandou um deles, um novo agente, chamado Sean (Dillon Casey), para ficar de olho nela. A primeira missão de Amanda é recuperar a caixa preta que está em poder de Nikita, e ela alista Alex para ajudá-la. Ela se recusa, até Amanda dizer que vai ajudar a encontrar o homem que matou seu pai. Enquanto isso, Nikita e Michael encontram ajuda em um aliado bastante improvável.                                                |         |                   |                   |                         |                         |                  |                            |
| 2 | 24      | "Falling Ash"     | Eagle Egilsson    | Kalinda Vasquez         | 30 de setembro de 2011  | 3X7152           | 1.73                       |
| Enquanto investigam a corrupção de um programa da Divisão, Nikita e Michael irão procurar Owen (Devon Sawa). Ele diz que está à procura de Dr.Joseph Mars, que não é apenas o cérebro por trás P9, mas também inventou o Regime e poderia ajudar Owen. Michael está hesitante a confiar novamente, mas Nikita decide que os três devem unir forças. Percy pede para ver Alex. |         |                   |                   |                         |                         |                  |                            |
| 3 | 25      | "Knightfall"      | Ken Fink          | Carlos Coto             | 7 de outubro de 2011    | 3X7153           | 1.57                       |
| Os segredos da Caixa Preta revelam que um terrorista capturado por Nikita anos atrás esteve trabalhando para a Divisão; e Nikita frustra os planos de Amanda de fazer Alex realizar um assassinato. |         |                   |                   |                         |                         |                  |                            |
| 4 | 26      | "Partners"        | Dermott Downs     | Kristen Reidel          | 14 de outubro de 2011   | 3X7154           | 1.65                       |
| Nikita fica chocada ao descobrir que sua antiga parceira da Divisão que ela acha que estava morta está viva, depois de ter escapado de uma prisão turca. Nikita e Michael vão à Turquia para encontrá-la antes que Alex e Roan cheguem até ela sob as ordens de Amanda. |         |                   |                   |                         |                         |                  |                            |
| 5 | 27      | "Looking Glass"   | Ken Girotti       | Albert Kim              | 21 de outubro de 2011   | 3X7155           | 1.69                       |
| Michael descobre Cassandra, uma mulher que ele namorou uma vez sob as ordens de Divisão, está em perigo. Sentindo-se culpado de como as coisas terminaram, ele quer ajudá-la, mas Nikita suspeita que há mais do que aliviar sua consciência. Amanda manipula Alex para ajudá-la a uma missão, mas Sean é pego na web Amanda de mentiras e começa a duvidar os verdadeiros motivos de Divisão. |         |                   |                   |                         |                         |                  |                            |
| 6 | 28      | "343 Walnut Lane" | Nick Copus        | Andrew Colville         | 28 de outubro de 2011   | 3X7156           | 1.77                       |
| Enquanto procurava informações sobre a caixa preta, Birkoff se depara com certificado de nascimento do Nikita. Nikita e Michael rastreiam o pai da Nikita, Richard, mas o reencontro não é exatamente o que Nikita esperado. Percy diz Alex que a caixa preta que tem Nikita contém informações que podem ajudá-la a vingar a morte de seu pai. |         |                   |                   |                         |                         |                  |                            |
| 7 | 29      | "Clawback"        | Eagle Egilsson    | Michael Brandon Guercio | 04 de novembro de 2011  | 3X7157           | 1.79                       |
| Enquanto estava na prisão, Ryan descobre padrões que revelam como Supervisão recebe o seu financiamento. Ryan arranja um encontro com Nikita, mas Amanda intercepta suas mensagens codificadas e alerta a Supervisão, que envia um dos seus para interrogar Ryan. Nikita e Michael lutam para ajudar Noah a sair da prisão antes que a Supervisão fique com ele. Enquanto isso, Alex está sendo seguido por Gogol, e fica cara a cara com alguém de seu passado. |         |                   |                   |                         |                         |                  |                            |
| 8 | 30      | "London Calling"  | Jeffrey Hunt      | Kalinda Vasquez         | 11 de novembro de 2011  | 3X7158           | 1.89                       |
| Michael fica alarmado quando ouve que Cassandra está em apuros e corre para ajudá-la. Ele descobre que General Tupelov a acusou de roubar dois milhões de dólares e ameaçou matá-la a menos que ela retornasse. No entanto, quando a história de Cassandra não faz sentido, Nikita começa a suspeitar de que ela poderia estar se escondendo. Enquanto isso, Alex recebe uma oferta muito tentadora de Percy que poderia dar-lhe os recursos para eliminar Semak. |         |                   |                   |                         |                         |                  |                            |
| 9 | 31      | "Fair Trade"      | Nick Copus        | Carlos Coto             | 18 de novembro de 2011  | 3X7159           | 1.79                       |
| Nikita rouba fundos da Supervisão, forçando-os a marcar uma reunião de emergência. Nikita e Birkoff descobrem como espionar a reunião para que Nikita possa identificar os outros membros da Supervisão, mas as coisas dão errado e Sean captura Birkoff. Amanda exige saber onde Nikita está e tortura Birkoff, mas ele recusa denunciar a sua amiga. Enquanto isso, Alex põe o seu plano em movimento para recuperar o império de seu pai. Com um preço em sua cabeça, Alex percebe que a maneira mais fácil de entrar na Rússia não detectada é pela mesma via do seu passado: contrabandeada - através do trafico de sexo ilegal. |         |                   |                   |                         |                         |                  |                            |
| 10 | 32      | "Guardians"       | Dwight Little     | Albert Kim              | 02 de dezembro de 2011  | 3X7160           | 1.68                       |
| Nikita pede a Owen para ajudá-la a roubar outra caixa preta; Amanda fica furiosa quando percebe que Alex recebeu informação de Percy; Alex se muda com Semak. |         |                   |                   |                         |                         |                  |                            |
| 11 | 33      | "Pale Fire"       | Deran Sarafian    | Kristen Reidel          | 06 de janeiro de 2012   | 3X7161           | 1.56                       |
| Nikita precisa pegar mais uma Caixa Preta com a ajuda de Owen e Michael, que volta para Nikita à pedido de Owen. Alex se emociona ao descobrir que sua mãe está viva. Nikita se prepara para invadir a mansão Udinov para pegar Ari. Percy recebe uma visita inesperada em sua cela: Ryan Fletcher. Michael e Owen seguem as pistas que levam aos guardiões. |         |                   |                   |                         |                         |                  |                            |
| 12 | 34      | "Sanctuary"       | Steven A. Adelson | Andrew Colville         | 13 de janeiro de 2012   | 3X7162           | 1.49                       |
| O time antigo está de volta, mas os inimigos estão se aproximando. Sean ataca Nikita e Michael para manter sua mãe a salvo. Enquanto isso, Percy ganha a vantagem sobre Amanda e ameaça demolir a Division a não ser que ela o liberte. |         |                   |                   |                         |                         |                  |                            |
| 13 | 35      | "Clean Sweep"     | Brad Turner       | Kalinda Vasquez         | 03 de fevereiro de 2012 | 3X7163           | 1.45                       |
| Nikita e CIA querem derrubar a Division do seu jeito e trabalham num plano para impedir a operação "Clean Sweep". Mesmo com a ameaça iminente de Percy, Amanda continua firme em não desistir. |         |                   |                   |                         |                         |                  |                            |
| 14 | 36      | "Rogue"           | Marc David Alpert | Carlos Coto             | 10 de fevereiro de 2012 | 3X7164           | 1.45                       |
| Percy continua com o seu plano para tomar a Division de volta, ameaçando matar a mentora de Nikita, Carla (atriz convidada Erica Gimpel, "Fame"), a mulher que tirou Nikita das ruas quando era uma drogada. Determinada a chegar a Carla antes de Percy, Nikita usa Madeline (atriz convidada Alberta Watson) para enviá-la uma mensagem. Percy intercepta a mensagem e começa uma corrida para ver quem consegue chegar primeiro a Carla. Enquanto isso, Amanda diz a Alex que é hora de ela tomar Zetrov de volta e revelar ao mundo que Alexandra Udinov está viva.                                                               |         |                   |                   |                         |                         |                  |                            |
| 15 | 37      | "Origins"         | Michael Robison   | Albert Kim              | 17 de fevereiro de 2012 | 3X7165           | 1.51                       |
| Nikita e Michael tentam ajudar Carla (Erica Gimpel) a lembrar seu passado, que detém a chave para derrubar a Division. Carla narra a noite em que Nikita foi presa, e Nikita se impressiona com o que ela descobre. Enquanto isso, Alex aparece numa conferência de imprensa da Zetrov, onde Semak (Peter J. Lucas) está falando e anuncia que ela é Alexandra Udinov. Alex exige uma troca, sua mãe pelo império. |         |                   |                   |                         |                         |                  |                            |
| 16 | 38      | "Doublecross"     | ASD               | ASD                     | 9 de março de 2012      | 3X7166           | ASA                        |
| 17 | 39      | "Arising"         | ASD               | ASD                     | 16 de março de 2012     | 3X7167           | ASA                        |
| 18 | 40      | "Power"           | ASD               | ASD                     | 13 de abril de 2012     | 3X7168           | ASA                        |